# Luigi Imparato
Luigi Imparato (Castellammare di Stabia, 17 gennaio 1963) è un ex calciatore italiano, di ruolo portiere.

## Carriera
Con il Bari ha giocato una partita in Serie A e 43 in Serie B. Dopo una stagione in serie C2 con il Potenza, si trasferisce in Puglia nel 1984-1985 insieme al maturo Poerio Mascella per sostituire Paolo Conti, che l'anno precedente aveva difeso la porta dei pugliesi nella breve parentesi di serie C1 e per gran parte della stagione detiene la maglia da titolare contribuendo alla promozione della squadra in serie A. L'anno successivo, tuttavia, l'allenatore Bruno Bolchi gli preferisce il neoacquisto Giuseppe Pellicanò e viene così destinato alla panchina. Ha modo comunque di esordire nel massimo campionato disputando una sola partita, da titolare contro il Como, a 23 anni. 
Retrocesso in B col Bari, nelle due stagioni successive resta secondo portiere, prima dietro a Pellicanò poi ad Alessandro Mannini. Dopo una breve parentesi alla Unione Sportiva Salernitana 1919, per la quale gioca in serie C1, torna in Puglia nel 1989, tesserato per la Fidelis Andria. Ad Andria conquista, da portiere titolare, due promozioni dalla C2 alla C1 e poi dalla C1 alla B. Nel 1992-1993, in serie cadetta, disputa però una sola partita e al termine della stagione si trasferisce a Trani e poi a Taranto, per chiudere la carriera nei campionati minori.

## Palmarès

### Club

#### Competizioni nazionali
- Scudetto Dilettanti: 1

Taranto: 1994-1995